# Elshad Gadashev
Elshad Eldarovich Gadashev, en ruso:Эльшад Эльдарович Гадашев (Bakú, Azerbaiyán, 1 de mayo de 1968) es un exjugador de baloncesto soviético. Fue medalla de bronce con la Unión Soviética en el Eurobasket de Yugoslavia 1989. Posteriormente compitió en los Juegos Olímpicos de Barcelona 1992 como miembro del representativo de baloncesto del Equipo Unificado.

## Trayectoria
- Dinamo Moscú (1986-1992)
- Skonto Riga (1992-1995)
- Barons Riga (1995-1996)
- Konik Moscú (1997-1998)
- Ural Great Perm (1998-1999)
- Czarni Słupsk (1999-2000)
- Arsenal Tula (2002-2003)